# Al-Mustakfi I
Al-Mustakfí I (árabe: المستكفي بالله) (Sirte, 23 de marzo de 1285-Sirte, febrero de 1340) fue un califa abasí de El Cairo, bajo el sultanato mameluco de Egipto entre 1302 y 1340.